# La Chapelle-Hermier
Pour les articles homonymes, voir La Chapelle.
La Chapelle-Hermier est une commune française située dans le département de la Vendée en région Pays de la Loire.

## Géographie
Le territoire municipal de La Chapelle-Hermier s’étend sur 1 814 hectares. L’altitude moyenne de la commune est de 48 mètres, avec des niveaux fluctuant entre 6 et 62 mètres,.
La commune se trouve dans l’ouest de la Vendée, à une dizaine de kilomètres de l’océan.
Elle est située à 17 km de Saint-Gilles-Croix-de-Vie et à 30 km de La Roche-sur-Yon.
Elle est bordée au sud par la rivière le Jaunay qui s'élargit en lac à cet endroit.
|                     | Coëx                    | Aizenay  |
| L'Aiguillon-sur-Vie | La Chapelle-Hermier     |          |
| Landevieille        | Saint-Julien-des-Landes | Martinet |

### Climat
Pour des articles plus généraux, voir Climat des Pays de la Loire et Climat de la Vendée.
En 2010, le climat de la commune est de type climat océanique franc, selon une étude du CNRS s'appuyant sur une série de données couvrant la période 1971-2000. En 2020, Météo-France publie une typologie des climats de la France métropolitaine dans laquelle la commune est exposée à un climat océanique et est dans la région climatique  Bretagne orientale et méridionale, Pays nantais, Vendée, caractérisée par une faible pluviométrie en été et une bonne insolation. 
Pour la période 1971-2000, la température annuelle moyenne est de 12,4 °C, avec une amplitude thermique annuelle de 13,4 °C. Le cumul annuel moyen de précipitations est de 854 mm, avec 12,6 jours de précipitations en janvier et 6,5 jours en juillet. Pour la période 1991-2020, la température moyenne annuelle observée sur la station météorologique de Météo-France la plus proche, « La Mothe Achard », sur la commune des Achards à 9 km à vol d'oiseau, est de 12,8 °C et le cumul annuel moyen de précipitations est de 959,1 mm,. Pour l'avenir, les paramètres climatiques de la commune estimés pour 2050 selon différents scénarios d'émission de gaz à effet de serre sont consultables sur un site dédié publié par Météo-France en novembre 2022.

## Urbanisme

### Typologie
Au 1er janvier 2024, La Chapelle-Hermier est catégorisée bourg rural, selon la nouvelle grille communale de densité à sept niveaux définie par l'Insee en 2022.
Elle est située hors unité urbaine et hors attraction des villes,.

### Occupation des sols
L'occupation des sols de la commune, telle qu'elle ressort de la base de données européenne d’occupation biophysique des sols Corine Land Cover (CLC), est marquée par l'importance des territoires agricoles (88,8 % en 2018), en diminution par rapport à 1990 (92 %). La répartition détaillée en 2018 est la suivante : 
terres arables (46,6 %), zones agricoles hétérogènes (26,7 %), prairies (15,5 %), forêts (5,5 %), zones urbanisées (3,2 %), eaux continentales (2,6 %). L'évolution de l’occupation des sols de la commune et de ses infrastructures peut être observée sur les différentes représentations cartographiques du territoire : la carte de Cassini (XVIIIe siècle), la carte d'état-major (1820-1866) et les cartes ou photos aériennes de l'IGN pour la période actuelle (1950 à aujourd'hui).

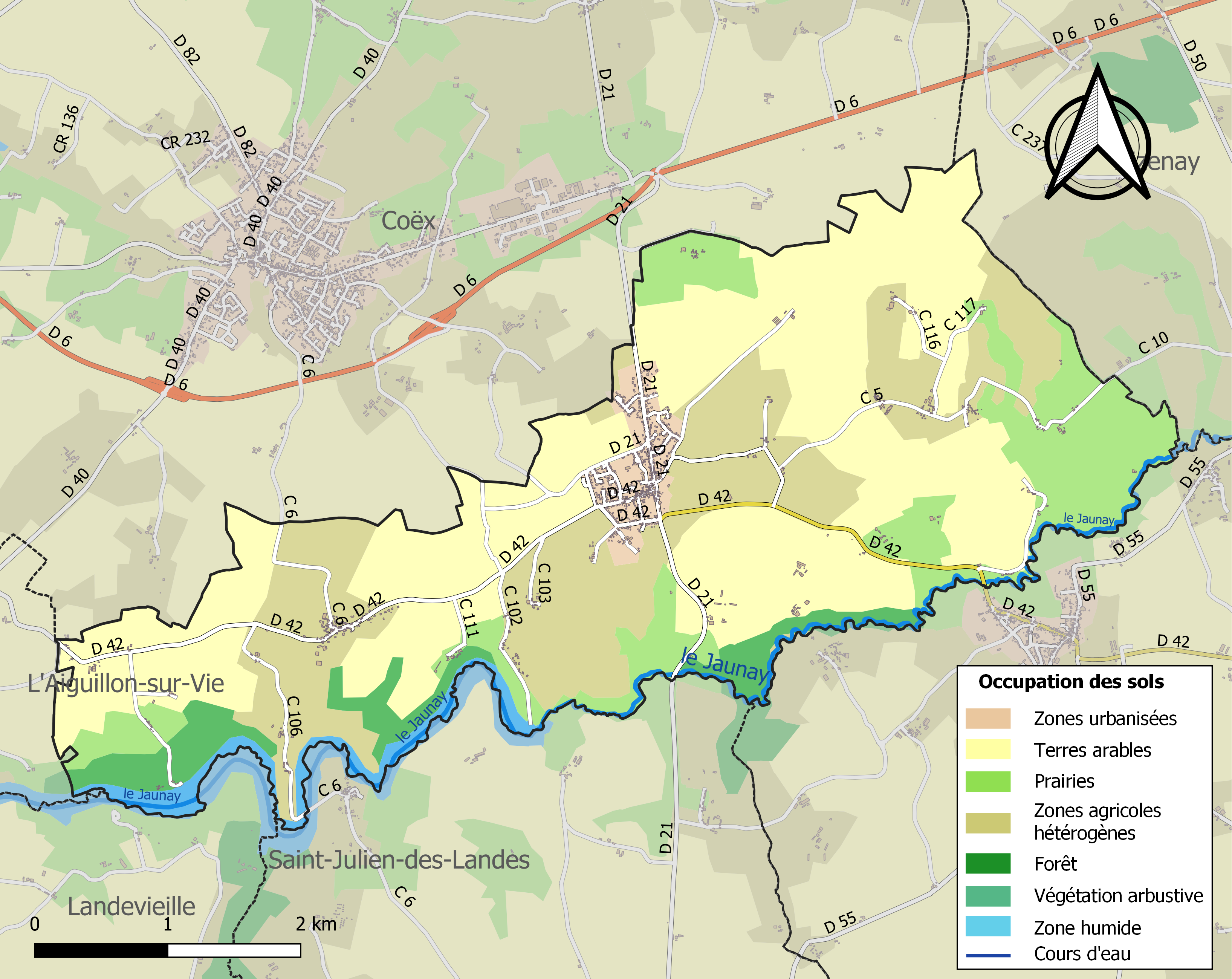
Carte des infrastructures et de l'occupation des sols de la commune en 2018 (CLC).

## Toponymie
Durant la Révolution, la commune porte le nom de Josnay.
En poitevin, la commune est appelée La Chapéle-Érmàe.

## Politique et administration

### Liste des maires
| Période                                  | Période                  | Identité                     | Étiquette | Qualité                                                       |
| ---------------------------------------- | ------------------------ | ---------------------------- | --------- | ------------------------------------------------------------- |
| Les données manquantes sont à compléter. |                          |                              |           |                                                               |
| 1945                                     | mars 1971                | Louis Chappot de la Chanonie |           |                                                               |
| mars 1971                                | mars 1989                | Albert Foucaud               |           | Exploitant forestier, maire honoraire                         |
| mars 1989                                | juin 1995                | Roland Guilloton             | DVD       |                                                               |
| juin 1995                                | 28 mars 2014             | Michel Hérieau               |           | Exploitant agricole                                           |
| 28 mars 2014                             | 20 juin 2017 (démission) | Joël Garandeau               |           | Cadre à la retraite                                           |
| 2 octobre 2017                           | En cours                 | Sébastien Pajot              |           | Agent bancaire 4e vice-président de la CC du Pays-des-Achards |

## Population et société

### Démographie

#### Évolution démographique
L'évolution du nombre d'habitants est connue à travers les recensements de la population effectués dans la commune depuis 1793. Pour les communes de moins de 10 000 habitants, une enquête de recensement portant sur toute la population est réalisée tous les cinq ans, les populations de référence des années intermédiaires étant quant à elles estimées par interpolation ou extrapolation. Pour la commune, le premier recensement exhaustif entrant dans le cadre du nouveau dispositif a été réalisé en 2006.

En 2022, la commune comptait 1 083 habitants, en évolution de +22,1 % par rapport à 2016 (Vendée : +5,33 %, France hors Mayotte : +2,11 %).
| 1793 | 1800 | 1806 | 1821 | 1831 | 1836 | 1841 | 1846 | 1851 |
| ---- | ---- | ---- | ---- | ---- | ---- | ---- | ---- | ---- |
| 760  | 550  | 522  | 556  | 527  | 562  | 536  | 556  | 589  |

| 1856 | 1861 | 1866 | 1872 | 1876 | 1881 | 1886 | 1891 | 1896 |
| ---- | ---- | ---- | ---- | ---- | ---- | ---- | ---- | ---- |
| 630  | 621  | 624  | 632  | 680  | 678  | 753  | 833  | 833  |

| 1901 | 1906 | 1911 | 1921 | 1926 | 1931 | 1936 | 1946 | 1954 |
| ---- | ---- | ---- | ---- | ---- | ---- | ---- | ---- | ---- |
| 822  | 842  | 863  | 734  | 751  | 758  | 713  | 686  | 661  |

| 1962 | 1968 | 1975 | 1982 | 1990 | 1999 | 2006 | 2011 | 2016 |
| ---- | ---- | ---- | ---- | ---- | ---- | ---- | ---- | ---- |
| 656  | 585  | 542  | 621  | 563  | 560  | 681  | 897  | 887  |

| 2021  | 2022  | - | - | - | - | - | - | - |
| ----- | ----- | - | - | - | - | - | - | - |
| 1 022 | 1 083 | - | - | - | - | - | - | - |

#### Pyramide des âges
En 2018, le taux de personnes d'un âge inférieur à 30 ans s'élève à 33,5 %, soit au-dessus de la moyenne départementale (31,6 %). À l'inverse, le taux de personnes d'âge supérieur à 60 ans est de 25,8 % la même année, alors qu'il est de 31,0 % au niveau départemental.
En 2018, la commune comptait 470 hommes pour 432 femmes, soit un taux de 52,11 % d'hommes, largement supérieur au taux départemental (48,84 %).
Les pyramides des âges de la commune et du département s'établissent comme suit.
| Hommes | Classe d’âge | Femmes |
| ------ | ------------ | ------ |
| 0,4    | 90 ou +      | 0,7    |
| 4,2    | 75-89 ans    | 9,6    |
| 18,7   | 60-74 ans    | 18,1   |
| 18,4   | 45-59 ans    | 18,8   |
| 22,6   | 30-44 ans    | 21,7   |
| 14,6   | 15-29 ans    | 12,6   |
| 21,1   | 0-14 ans     | 18,5   |

| Hommes | Classe d’âge | Femmes |
| ------ | ------------ | ------ |
| 0,8    | 90 ou +      | 2,2    |
| 8,7    | 75-89 ans    | 11,1   |
| 20,3   | 60-74 ans    | 21,3   |
| 20     | 45-59 ans    | 19,4   |
| 17,5   | 30-44 ans    | 16,8   |
| 15     | 15-29 ans    | 13,2   |
| 17,7   | 0-14 ans     | 16,1   |

## Lieux et monuments
- Église Saints-Pierre-et-Paul ;
- Chapelle de Gareaux, qui a pour légende une apparition de la vierge Marie ;
- Le Pin Parasol est un camping familial, situé sur le bord du lac du Jaunay.

## Personnalités liées à la commune
- Jean-Marie Le Chevallier (1936-2020), député européen, député du Var et maire Front national de Toulon. Passa la fin de sa vie à La Chapelle-Hermier où il mourut.